# Dorfkirche Kantow

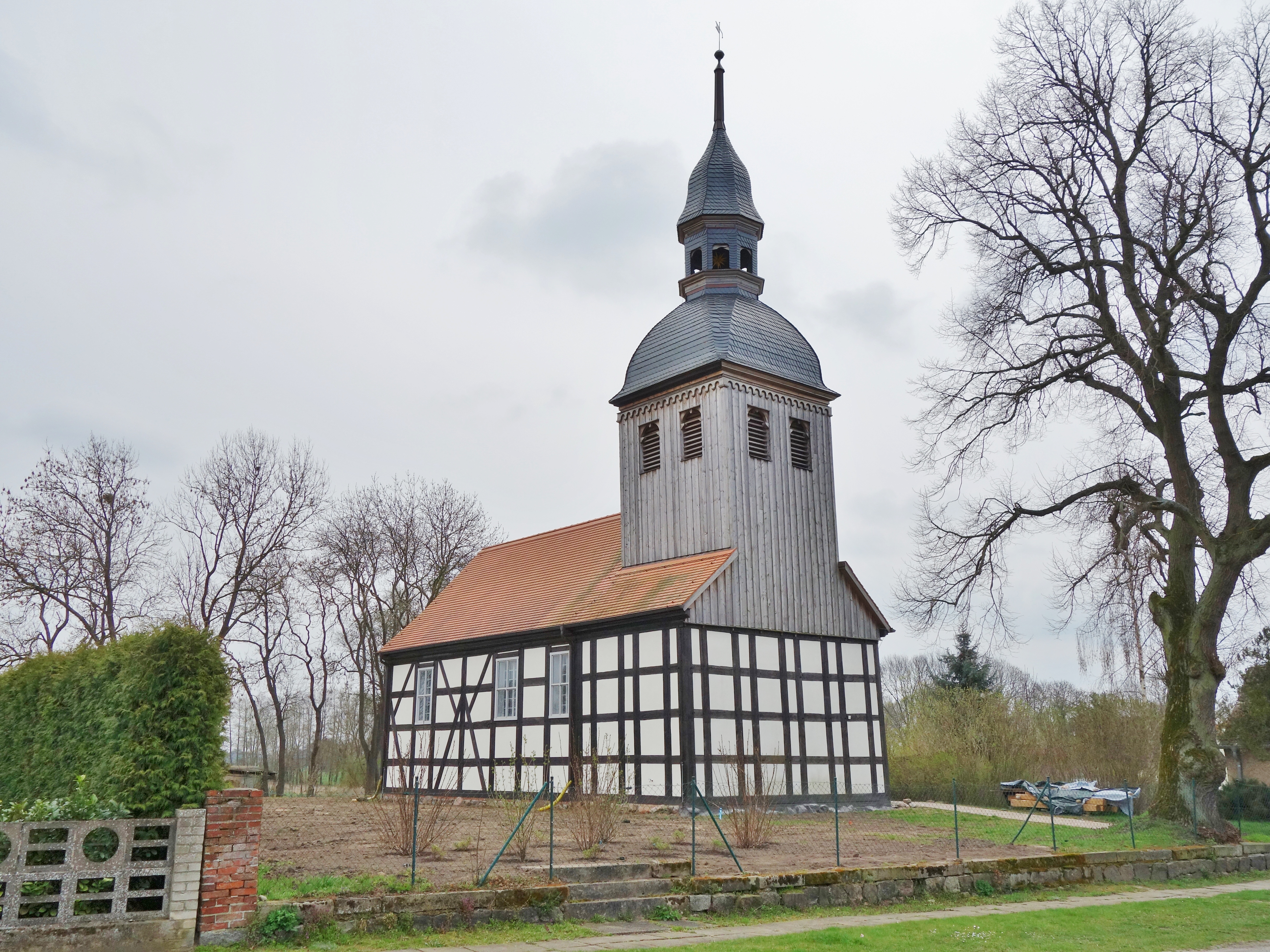
Nordwestansicht

Die Dorfkirche Kantow ist eine barocke Saalkirche im Ortsteil Kantow der Gemeinde Wusterhausen/Dosse im Landkreis Ostprignitz-Ruppin des Landes Brandenburg. Sie gehört zum Pfarrsprengel Wusterhausen im Kirchenkreis Prignitz der Evangelischen Kirche Berlin-Brandenburg-schlesische Oberlausitz.
Der rechteckige Fachwerkbau stammt aus dem Jahre 1696. Er wurde 1755 nach Westen verlängert und mit einem verbretterten Turm mit verschieferter Haube versehen. Von 2009 bis 2011 wurde das Bauwerk saniert.

## Geschichte
Die heutige Kirche hatte einen mittelalterlichen Vorgängerbau. Dort wurde 1541 die Reformation eingeführt. 1814 wurde Kantow Filiale von Lögow, die seit 2020 zum Pfarrsprengel Wusterhausen im Kirchenkreis Prignitz gehört.